# Анна Каньтох

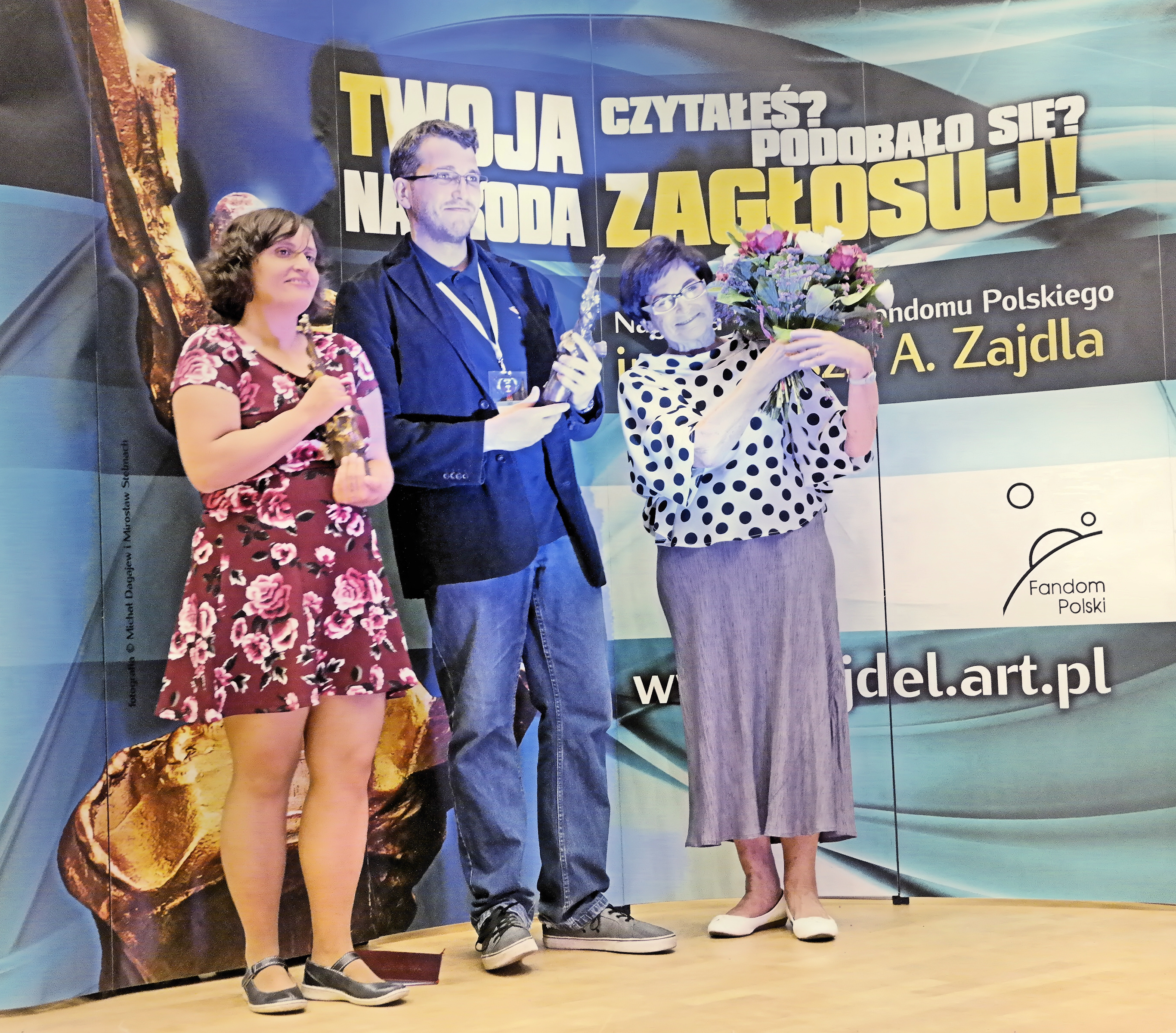
Лауреати премії Зайделя за 2014 рік Анна Каньтох і Міхал Холєва разом із Ядвігою Зайдель, Полькон 2015

Анна Каньтох (пол. Anna Kańtoch; нар. 28 грудня 1976, Катовиці) — польська письменниця-фантастка та авторка детективних творів. Частину своїх творів написала під псевдонімом «Аннеке». Є учасницею літературної групи «Harda Horda».

## Біографія
Анна Каньтох народилась у м. Катовиці. Після зкінчення школи навчалась у Ягеллонському університеті за спеціальністю арабістика. Після закінчення університету Анна Каньтох повернулась до Катовиць, де влаштувалась на роботу в туристичному бюро.
Письменницькою діяльністю Каньтох займається з 2003 року, коли стала членкинею Сілезького клубу фантастики. Наступного року в журналі «Science Fiction» вийшло друком її перше оповідання «Чорт на вежі» (пол. Diabeł na wieży), яке стало початком циклу творів про Доменіка Йордана. 2004 року вийшов друком і перший роман письменниці — «Місто в зелені та блакиті» (пол. Miasto w zieleni i błękicie). 2005 року вийшла друком її перша збірка оповідань «Чорт на вежі» за назвою її першого оповідання, головним героєм якої є Доменік Йордан, одночасно доктор медичних наук, детектив та екзорцист. 2006 року вийшла друком друга збірка письменниці, об'єднана цим же головним героєм, під назвою «Іграшки диявола» (пол. Zabawki diabła). Тривалий час Анна Каньтох співпрацює з інтернет-журналом «Esensja», у якому публікує не лише свої твори під псевдонімом «Аннеке», а й рецензії на книги інших авторів. Головним твором письменниці можна вважати цикл її романів «Передмісячні» (пол. Przedksiężycowi), написаних у поєднанні жанрів фентезі та горору, дія яких відбувається у вигаданому місті, в якому поряд із людьми живуть різноманітні надприродні істоти. У другій половині 10-х років ХХІ століття письменниця дещо відходить від написання фантастичних творів, та розпочинає писати детективи, першим із яких став роман «Ласка» (пол. Łaska), що вийшов друком у 2016 році, та номінувався на польську премію для детективних творів Нагорода Великого Калібру. Наступним твором письменниці в детективному жанрі став роман «Віра» (пол. Wiara), який вийшов друком у 2017 році, а в 2018 році отримав спеціальну премію імені Яніни Парадовської.

## Премії та нагороди
У 2007 році на Євроконі Анна Каньтох здобула спеціальну нагороду «Encouragement Award» для авторів-початківців. Письменниця є п'ятиразовим лауреатом Меморіальної премії імені Януша Зайделя. Уперше Каньтох здобула премію Зайделя в 2009 році за оповідання «Світи Данте» (пол. Światy Dantego). 2010 року вона здобула премію Зайделя за першу частину циклу «Передмісячні». 2011 року здобула премію за оповідання «Духи в машинах» (пол. Duchy w maszynach). 2014 року письменниця здобула премію Зайделя за оповідання «Непостійна людина» (пол. Człowiek nieciągły), а в 2015 році також за оповідання «Мистецтво порозуміння». У 2013 Каньтох отримала премію імені Єжи Жулавського за роман «Чорне» (пол. Czarne).

### Цикл «Доменік Йордан»
- Чорт на вежі (пол. Diabeł na wieży, 2004)
- Місто в зелені та блакиті (пол. Miasto w zieleni i błękicie, 2004)
- Чорна Саїсса (пол. Czarna Saissa, 2005)
- Дамаріус (пол. Damarinus, 2005)
- Сирена й тінь (пол. Serena i Cień, 2005)
- Довгі ночі (пол. Długie Noce, 2005)
- Літо уповні (пол. Pełnia lata, 2005)
- Мандракурт (пол. Mandracourt, 2005)
- Стражник ночі (пол. Strażnik Nocy, 2005)
- Тінь на сонці (пол. Cień w słońcu, 2005)
- Тернії (пол. Ciernie, 2005)
- Карнавал у крові (пол. Karnawał we krwi, 2005)
- Іграшки диявола (Zabawki diabła, 2006)
- Анатомія дива (пол. Anatomia cudu, 2015)

### Цикл «Передмісячні»
- Передмісячні 1 (пол. Przedksiężycowi 1, 2009)
- Передмісячні 2 (пол. Przedksiężycowi 2, 2013)
- Передмісячні 3 (пол. Przedksiężycowi 3, 2013)

### Цикл «Ніна Панкович»
- Таємниця чортового кола (пол. Tajemnica diabelskiego kręgu, 2013), українською перекладено як «Таємниця покинутого монастиря»
- Таємниця Біснуватого лісу (пол. Tajemnica Nawiedzonego Lasu, 2015)
- Таємниця тринадцятої години (пол. Tajemnica godziny trzynastej, 2018)

### Інші романи
- 13 ангел (пол. 13 anioł, 2007)
- Чорне (пол. Czarne, 2012))
- Ласка (пол. Łaska, 2016)
- Непевність (пол. Niepełnia, 2017
- Віра (пол. Wiara, 2017)

### Збірки оповідань
- Світи Данте (пол. Światy Dantego, 2015)

## Українські переклади
- Анна Каньтох. Таємниця покинутого монастиря, — Харків: «АССА», Серія «Час фентезі», 2018 ISBN: 978-617-7385-58-4[10]
- Анна Каньтох. Таємниця проклятого лісу, — Харків: «АССА», Серія «Час фентезі», 2019 ISBN: 978-617-7660-64-3[11]
- Анна Каньтох. Таємниця тринадцятої години, — Харків: «АССА», Серія «Час фентезі», 2022 ISBN: 978-617-7877-41-6